# Kawaweogama Lake
Der Kawaweogama Lake ist ein See im Thunder Bay District im Westen der kanadischen Provinz Ontario.

## Lage
Der etwa 40 km² große See hat eine lungenförmige Gestalt und ist in ein östliches und westliches Becken gegliedert. Der Fluss Allan Water mündet am Südwestufer vom kleinen Sunray Lake kommend in den See. Am Nordufer des westlichen Seeteils verlässt der Fluss wieder den Kawaweogama Lake. Mit Ausnahme des Nordwestufers befindet sich der Kawaweogama Lake innerhalb des Brightsand River Provincial Parks.
Die transkontinentale Bahnstrecke der Canadian National Railway verläuft nördlich des Sees und quert eine kleine Seitenbucht.

## Seefauna
Der Kawaweogama Lake wird üblicherweise per Wasserflugzeug erreicht. Er ist Ziel von Angeltouristen, die hier hauptsächlich Glasaugenbarsch und Hecht fangen.